# Tara Arctic
Tara Arctic – wyprawa naukowo-badawcza na statku Tara w latach 2007-2008. Ekspedycja brała udział w badaniach związanych z Międzynarodowym Rokiem Polarnym, który zakończył się w marcu 2009. Jej celem było zbadanie tempa globalnego ocieplenia i zanieczyszczeń okolic okołobiegunowych. Ponad 500 dni dryfowała w kierunku bieguna z Prądem Transarktycznym, uwięziona w lodowym paku i dotarła na odległość zaledwie 160 km od bieguna. Dryfowanie zakończyło się u zachodnich wybrzeży Grenlandii.
Szkuner „Tara” niesiony lodem Arktyki przebył ponad 2200 km zygzakiem przez Ocean Arktyczny. Po sześciu miesiącach prawie otarł się o Biegun Północny. „Tarze” udało się to, co nie powiodło się  Norwegowi Nansenowi na jego „Framie”, statku, który pod koniec XIX wieku skonstruowano tak, aby zaciskający się na burtach lód morski nie skruszył go, ale unosił statek na powierzchnię. Wyniki ekspedycji były kluczowe dla europejskiego programu naukowo-badawczego Damokles.
Codziennie naukowcy badali pokrywę lodu, jego grubość, szybkość jej topnienia, rodzaj śniegu, zanieczyszczenie i zasolenie wody w oceanie. Mierzyli siłę wiatru oraz nasłonecznienie. Dzięki specjalnemu sprzętowi, przez przeręble w lodzie mogli badać morze na głębokości do 4 tysięcy metrów. 
Zebrane dane nie są optymistyczne. Grubość pokrywy lodu zmniejszyła się o połowę w ciągu ostatnich 10 lat. Co gorsza, brakuje tak zwanego starego lodu. Klimat ocieplił się do takiego stopnia, że lód topnieje latem. Zimą Arktyka zaczyna od początku swoją pracę skuwania wszystkiego, ale by lodowa pokrywa była wystarczająca, potrzebny jest właśnie stary lód, który kiedyś latem się nie roztapiał, dzięki czemu nowe warstwy narastały jak słoje na drzewie. To gwarantowało zachowanie stabilnego ekosystemu.